# Forest Lawn
Forest Lawn är en stadsdel i Calgary i Kanada.   Den ligger i provinsen Alberta, cirka 8 km öster om centrala Calgary. Antalet invånare är 7 857.